# Fion Mutert
Fion Mutert (* 1998 in Berlin) ist ein deutscher Kameramann und ehemaliger Kinderdarsteller.

## Leben
Fion Mutert wurde 1998 in Berlin geboren. Bekannt wurde er für seine Rolle in dem deutschen Oscar-Beitrag des Jahres 2010 Das weiße Band – Eine deutsche Kindergeschichte von Michael Haneke. Darin spielte er den Sohn des von Ulrich Tukur dargestellten Barons, der seine Freizeit meist mit den Kindern des Dorfes verbringt und eines Tages spurlos verschwindet.
Bei der Berlinale 2012 war Mutert Mitglied der Kinderjury. Dort lernte 
er Lotta Schwerk kennen, die gemeinsam mit ihm in der Kinderjury saß. Mit Schwerk drehte er den Kurzfilm Okay., der beim Bundes-Schülerfilm-Preis 2015 mit einem Sonderpreis ausgezeichnet wurde. Seit 2016 produziert er gemeinsam mit Schwerk unabhängige Kurzfilme. Er schrieb auch das Drehbuch für ihren Kurzfilm Wohin, der 2016 für den Deutschen Jugendfilmpreis nominiert war. Mutert fungierte hierbei auch als Kameramann, ebenso bei Schwerks Kurzfilmen Ninja Motherfucking Destruction und Was wir wissen, der im Mai 2017 beim Festival im Stadthafen in Rostock seine Premiere feierte und hiernach beim Bundes.Festival.Film. gezeigt wurde. Ebenso war Mutert für die Bildgestaltung bei dem Film Nackte Tiere von Melanie Waelde verantwortlich, der im Februar 2020 bei der Berlinale seine Weltpremiere in der Sektion Encounters feierte.
Im Jahr 2023 war Mutert bei den Filmfestspielen in Berlin Mitglied der Internationalen Jury der Sektion Generation.
Neben seiner Arbeit im Filmbereich ist Mutert freiberuflich als Medienpädagoge tätig.

## Filmografie
- 2009: Das weiße Band – Eine deutsche Kindergeschichte (als Schauspieler)
- 2014: Okay. (Kurzfilm)
- 2015: Wohin (Kurzfilm, auch Drehbuch und Filmschnitt)
- 2017: Ninja Motherfucking Destruction (Kurzfilm)
- 2017: Was wir wissen (Kurzfilm)
- 2019: Nackte Tiere

## Auszeichnungen
Preis der deutschen Filmkritik
- 2020: Nominierung für die Beste Bildgestaltung (Nackte Tiere)[7]